# György Vukán

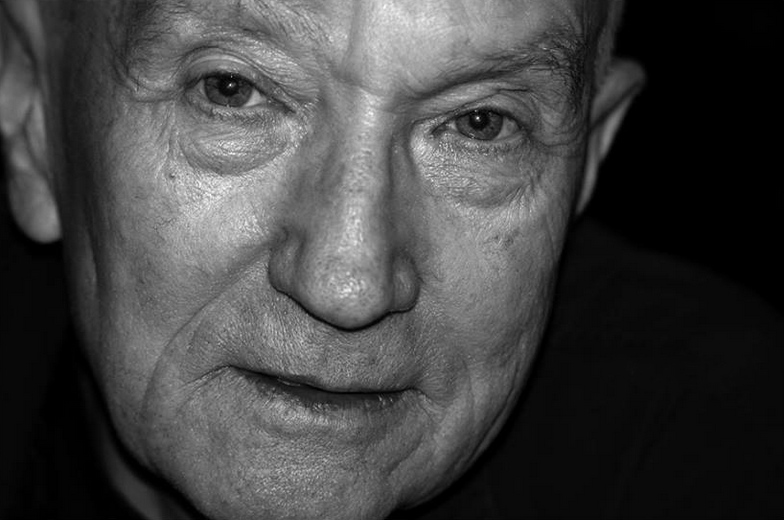
György Vukán (2013)

György Vukán (* 21. August 1941 in Budapest; † 12. August 2013 in Agárd; auch George Vukán) war ein ungarischer Komponist, Pianist und Jazzmusiker.

## Leben
Vukán schloss 1959 ein Studium als klassischer Pianist an der Franz-Liszt-Musikakademie in Budapest ab. Danach studierte er bis 1964 Zahnmedizin.
Vukán gehörte als Jazz-Pianist zum Quartett von Rudolf Tomsits, mit dem er beim Montreux Jazz Festival 1968 und 1969 gastierte. Weiterhin arbeitete er in verschiedenen Formationen mit Musikern wie Philly Joe Jones, Clifford Jordan, Linda Hopkins, Annette Lowman, Frank Foster, Clark Terry und Kenny Wheeler. Von 1985 bis 1991 war er Leiter und Komponist des Creative Art Ensemble (mit Dezső Lakatos), danach des Creative Art Trio, dem außer Vukán der Bassist Balázs Berkes und der Schlagzeuger Elemér Balázs angehören. Das Trio trat europaweit bei Festivals u. a. mit Kai Winding, Art Farmer und Stéphane Belmondo auf und gab fünf Konzerte bei der Weltausstellung 1992 in Sevilla. Das Trio spielte Schauspiel-, Film- und Hörspielmusiken und nahm mehr als zwanzig Alben auf.
1999 gründete er mit Eszter Horgas die ClassJazzBand, mit der er mehrere Cross-Over-Alben veröffentlichte und an Ballettproduktionen mitwirkte. 2002 wurde beim Opernfestival von Miskolc als erste Crossover-Opernproduktion des Duos Giacomo Puccinis La Boheme.
Vukán komponierte mehr als 130 Filmmusiken, von denen zwei für einen Oscar nominiert wurden, achtzig Lieder (u. a. nach Federico García Lorca und Pablo Neruda), eine Vertonung aller 150 Psalmen für Chor a cappella, mehrere Ballettmusiken, eine Oper, Instrumentalkonzerte und sinfonische Werke.
Sein Ballett Derby stand mehr als drei Jahre auf dem Spielplan der Ungarischen Staatsoper. 1989 komponierte er eine Messe, die er Papst Johannes Paul II. anlässlich seines Ungarnbesuches 1991 widmete. 2000 wurde an der Ungarischen Staatsoper seine Oper Black Advent uraufgeführt. 2005 entstand in Zusammenarbeit mit dem Choreographen Béla Földy und dem Budapest Dance Theatre die Produktion The Rhythm of the Blood, für die Vukán Crossover-Bearbeitungen von Kompositionen Gershwins, Bachs und Chopins schrieb und mit Eszter Horgas spielte.